# Que País É Este (canção)
"Que País É Este" é uma canção da banda de rock brasileira Legião Urbana. Foi escrita por Renato Russo em 1978, quando o mesmo ainda pertencia à banda Aborto Elétrico. Porém, ela só foi lançada com o álbum Que País É Este, da Legião Urbana, de 1987.
Sobre essa delonga, Renato Russo explicou:
| “ | "'Que país é este' nunca foi gravada porque sempre havia a esperança de que algo iria realmente mudar no país, tornando-se a música então totalmente obsoleta. Isto não aconteceu e ainda é possível se fazer a mesma pergunta do título." | ” |

A música foi ranqueada na posição Nº81 da lista "As 100 Maiores Músicas Brasileiras" da revista Rolling Stone Brasil. Em 1987, ela foi a música nacional mais tocada no ano. Se incluirmos as músicas internacionais, ela foi a 2ª música mais tocada, atrás apenas de "Livin' on a Prayer", de Bon Jovi. Em 2013, ela foi eleita a "música de protesto mais marcante do Brasil", em votação feita pelo site iG.

## História
A música foi composta por Renato Russo, que ainda pertencia à banda punk Aborto Elétrico. Porém, mesmo depois da dissolução da banda, essa canção continuou sendo apresentada por Renato Russo, desta vez nos shows da Legião Urbana (formada em 1983), em diversas cidades do país.
Renato Russo aproveitou-se do cenário político brasileiro para finalmente gravar  a música. Em 1987, o país acabava de sair de uma ditadura militar.

## Créditos
Conforme encarte do álbum:
- Renato Russo — vocais, violão
- Dado Villa-Lobos — guitarra
- Renato Rocha — baixo
- Marcelo Bonfá — bateria

## Regravações
- Em 1999, a banda Os Paralamas do Sucesso a regravou no álbum Acústico MTV, lançado em CD e DVD.[6]
- Em 2005, a banda Capital Inicial a regravou no álbum MTV Especial: Aborto Elétrico, lançado em CD e DVD.[7]
- Também em 2005, a banda Titãs a regravou ao vivo para o álbum Renato Russo - Uma Celebração.

## Acusação de plágio
Há controvérsias de que a música seria plágio de uma música da banda de punk rock americana Ramones chamada "I Don't Care", notada por muitos fãs e especialistas pela semelhança dos arranjos e melodia (ou "riff"). Ao ser questionado sobre, o vocalista da banda e compositor da música, Renato Russo ironizou respondendo e citando a tradução do nome da música da banda americana: "Eu não ligo!!". Logo depois, o mesmo confirmou que se inspirou na canção.